# Shawn Long
Pour les articles homonymes, voir Long.
Shawn Long, né le 29 janvier 1993 à Morgan City, Louisiane, est un joueur américain de basket-ball. Il évolue au poste d'ailier fort.

## Biographie

### Carrière universitaire
Il passe ses quatre années universitaires à l'université de Louisiane à Lafayette où il joue pour les Ragin' Cajuns.

### Carrière professionnelle
Le 23 juin 2016, lors de la draft 2016 de la NBA, automatiquement éligible, il n'est pas sélectionné. Il participe à la NBA Summer League 2016 avec les 76ers de Philadelphie. Le 6 juillet 2016, il signe avec les 76ers.

## Statistiques

### Universitaires
Les statistiques en matchs universitaires de Shawn Long sont les suivantes :
| Saison    | Équipe              | Matchs | Titul. | Min./m | % Tir | % 3pts | % LF | Rbds/m. | Pass/m. | Int/m. | Ctr/m. | Pts/m. |
| --------- | ------------------- | ------ | ------ | ------ | ----- | ------ | ---- | ------- | ------- | ------ | ------ | ------ |
| 2012-2013 | Louisiana-Lafayette | 33     | 32     | 31,1   | 43,0  | 31,1   | 69,3 | 10,21   | 0,97    | 0,82   | 1,97   | 15,48  |
| 2013-2014 | Louisiana-Lafayette | 34     | 32     | 29,4   | 52,2  | 42,3   | 67,4 | 10,38   | 0,56    | 0,68   | 2,68   | 18,56  |
| 2014-2015 | Louisiana-Lafayette | 34     | 34     | 28,0   | 54,2  | 36,4   | 65,9 | 10,18   | 1,47    | 0,65   | 1,65   | 16,41  |
| 2015-2016 | Louisiana-Lafayette | 34     | 33     | 30,6   | 52,4  | 26,9   | 68,1 | 12,09   | 1,38    | 0,71   | 1,79   | 18,88  |
| Total     |                     | 135    | 131    | 29,8   | 50,3  | 34,1   | 67,6 | 10,72   | 1,10    | 0,71   | 2,02   | 17,35  |

## Palmarès
- AP Honorable Mention All-American (2016)
- Joueur de l'année de la Sun Belt Conference (2016)
- 3× First-team All-Sun Belt (2014–2016)
- Second-team All-Sun Belt (2013)
- Sun Belt Freshman of the Year (2013)